# Нигума
Нигума е тантрическа йогини или ваджраяна будистка жена-учител, една от важните и високоценени реализаторки (дакини). Малко са известните неща в нейния живот. Родена е в Кашмир в богато браминско семейство и според различни източници е била сестра или съпруга на Наропа. Смята се, че реализацията и произлиза директно от Буда Ваджрадхара. Неин главен ученик е тибетският йогин Кюнгпо Налджор, който пътува от Тибет, за да получи ученията и приемствеността. По-късно той става основател на линията Шангпа Кагю.